# اريك هاريس (منافس ألعاب قوى)
اريك هاريس (بالإنجليزية: Eric Harris)‏ هو منافس ألعاب قوى أمريكي، ولد في 7 يونيو 1991 في ماريتا في الولايات المتحدة.

## وصلات خارجية
- اريك هاريس على موقع الاتحاد الدولي لألعاب القوى (الإنجليزية)
- اريك هاريس على موقع TFRRS.org (الإنجليزية)